# Atropha terribilis
Atropha terribilis är en stekelart som beskrevs av Pierre L. G. Benoit 1955. Atropha terribilis ingår i släktet Atropha och familjen brokparasitsteklar. Inga underarter finns listade.